# Giuliano Gemma
Giuliano Gemma (Roma, 2 de septiembre de 1938 – Civitavecchia, 1 de octubre del 2013), también acreditado bajo el seudónimo Montgomery Wood, fue un actor, escultor, doble de riesgo (stuntman) y deportista italiano. Es conocido internacionalmente por haber protagonizado muchas películas del género spaghetti western (diecisiete en total) y ser el tercer rostro italiano más reconocido asociado a dicho subgénero (o estilo de Wéstern) por detrás de Bud Spencer y Terence Hill, de entre cuyas películas destacan principalmente aquellas en las que encarna a Ringo (Una pistola para Ringo y El retorno de Ringo). 
Precisamente el apodo de su personaje Ringo en la primera película trascendió la pantalla transformándose en un apodo personal para el actor: Cara de Ángel (Faccia d'angelo).
Compartió protagonismo con algunos de los actores más representativos del género, como Lee Van Cleef, Eli Wallach, Tomas Milian o Fernando Sancho. También tuvo la oportunidad de protagonizar películas dentro de la comedia, la acción, la aventura y el drama trabajando en pantalla junto a estrellas internacionales del calibre de Rita Hayworth, Burt Lancaster, John Huston, Kirk Douglas, Klaus Kinski, Ursula Andress, Henry Fonda, Max von Sydow, Jack Palance, Catherine Deneuve.
Si bien en el western trabajó con directores especialistas como Duccio Tessari, Giorgio Ferroni, Michele Lupo, Tonino Valerii y Sergio Corbucci, nunca tuvo la ocasión de poder trabajar a las órdenes de Sergio Leone con quien mantenía una buena relación personal pero lamentablemente nunca coincidieron en agenda profesional, según relató el mismo Giuliano Gemma en entrevista del 2002 para la edición estadounidense en DVD del clásico western Los días de la ira (I Giorni dell'ira) realizada por Wild East en el año 2003.
Entró al cine como acróbata para realizar escenas de riesgo. Luego, su carisma y su buena apariencia le permitieron comenzar a interpretar pequeños roles en el cine incluyendo a un oficial romano (como extra privilegiado) en dos escenas del clásico Ben-Hur. 
Gracias a su condición atlética y destreza física no resulta extraño verlo, en películas donde ya era la estrella principal, bajándose de caballos a toda velocidad o dejándose caer desde lo alto de un árbol con una voltereta mientras sostiene un revólver en la mano, o bien haciendo acrobacias en lo alto del trapecio de un circo. 

Al principio de su carrera para los roles protagónicos en películas western de mayor distribución internacional, por imposición de los productores, adoptó el seudónimo Montgomery Wood en sus primeros tres westerns y en el noveno de su carrera, realizado este último por el mismo equipo del tercer film: Una pistola para Ringo, El retorno de Ringo, Un Dólar Marcado y El hombre del sur. Sobre ello, el actor ironizó con que los productores pretendían hacer pasar los western italianos como si fueran estadounidenses, y por ello incluso le cambiaron el nombre a Sergio Leone para su primer western dirigiendo a Clint Eastwood, llamándolo Bob Robertson. 
Puede llevar a confusión el nombre Ringo Wood con el cual aparece acreditado en algunos afiches de la época para América Latina, específicamente en Argentina. Al parecer el nombre "Montgomery" aparecía como demasiado difícil y poco comercial, por lo que se prefirió promocionar las películas con el nombre Ringo Wood. El propio Giuliano Gemma conoció este seudónimo apócrifo cuando en la cúspide de su fama internacional visitó Argentina por primera vez en el año 1969. La identificación entre Giuliano Gemma y Ringo llegó a tal punto que algunas películas se distribuyeron con títulos tales como Ringo no perdona para referirse a 'El hombre del sur (Per pochi dollari ancora) (de Giorgio Ferroni), Dios los cría y Ringo los mata para referirse a Vivos o preferiblemente muertos (Vivi o, preferibilmente morti) (de Duccio Tessari), y Faccia d'angelo para referirse a Los largos días de la venganza (I Lunghi giorni della Vendetta) (de Florestano Vancini); tres películas en las que Ringo no tenía nada que ver salvo el protagonismo de Giuliano Gemma. Al respecto, es interesante destacar que en la película Arizona Colt (Arizona Colt) (de Michele Lupo) sí encontramos a un personaje muy parecido al Ringo de la primera película Una pistola para Ringo. Todo es muy sugestivo si el cinéfilo atento se detiene en el hecho de que el personaje principal interpretado por Gemma inventa su nombre "Arizona Colt" de improviso al preguntársele cómo se llama, y precisamente inventa aquel nombre por encontrarse en ese momento en el estado de Arizona y por portar un revólver Colt, y con ese nombre inventado se presenta a Fernando Sancho (el mismo actor antagonista en la película de Duccio Tessari). Además, Arizona y Ringo sólo beben leche, y actúan muy parecido, incluso ambos abandonan a la mujer de ocasión de manera casi idéntica.
Su clásica cicatriz en la mejilla izquierda se debe a que en tiempos de la Segunda Guerra Mundial, siendo él tan sólo un niño encontró una granada en el campo y la recogió, haciendo que esta detonara parcialmente.
Fue tal vez el actor que más éxito tuvo en construir su propio estilo de actuación en un rol protagónico en el Spaghetti Western. Gianni Garko, Anthony Steffen, Franco Nero y los primeros Terence Hill y George Hilton bebían demasiado de Clint Eastwood. Si hasta se veían casi iguales. En cambio, Giuliano Gemma era diferente a todos. A los demás en algún momento el espectador ocasional los puede llegar a confundir.
Otro que tuvo este mérito fue Tomas Milian, la diferencia fue el box office de los cines. Fue mucho más exitoso Giuliano Gemma.
Sus Wéstern tienen en su mayoría la particularidad de ser una perfecta combinación entre lo que eran las películas estadounidenses serie B del género y lo que era la relectura europea del Wéstern. Además, algunos presentaban la característica de introducir cuotas de humor. De hecho, Gemma era un sujeto que se mostraba de sonrisa fácil en sus interpretaciones sin importar la violencia de la historia, y su sonrisa se convirtió en una marca registrada en el jet set europeo. De hecho, en la vibrante y divertida Ben y Charlie (Amico, stammi lontano almeno un palmo) (de Michele Lupo) el detective de la Agencia Pinkerton define a Ben Bellow (personaje de Gemma) como un sujeto de "seis pies de alto, es ágil, musculoso, y parece que se ríe mucho sin motivo aparente". Sobre este punto, el propio Giuliano Gemma declaró: "No importaba cuánta violencia tuvieran mis films. El espectador nunca perdía de vista que se trataba de un juego, de un entretenimiento". (cita obtenida de la página 55 del libro Giuliano Gemma: El Factor Romano, escrito por Carlos Aguilar en 2003).
El libro Any Gun Can Play: The Essential Guide to Euro-Western, del año 2011 escrito por Kevin Grant con prólogo de Franco Nero, en sus páginas 63 y 66 rescata un dato estadístico que pone en contexto el éxito de Giuliano Gemma en el wéstern. De los 20 wéstern más exitosos en el box office entre 1964 y 1967, 9 fueron protagonizados por Gemma. Los tres más exitosos corresponden a la Trilogía del Dólar de Sergio Leone protagonizada por Clint Eastwood, y luego vienen 9 films protagonizados por Giuliano Gemma: Un Dólar agujereado  (Un Dollaro Bucato) (4), Adiós Gringo (5), Una pistola para Ringo (6), El retorno de Ringo (7), Los días de la ira (I Giorni dell'ira) (10), El hombre del sur (11), Arizona Colt (12), Los largos días de la venganza (I Lunghi giorni della Vendetta) (16), Wanted... no soy un asesino (20).
A diferencia de los franceses que no desaprovecharon oportunidad para reunir en pantalla a sus divos del cine pop Jean-Paul Belmondo y Alain Delon, los italianos nunca reunieron en una misma película a sus dos principales divos del cine de género: Giuliano Gemma y Franco Nero quienes mantuvieron siempre una relación muy amistosa quedando ello de manifiesto con las participaciones de Franco Nero en diversas actividades en homenaje póstumo a Gemma. Haber podido reunir a Ringo y a Django, aunque no fuera en un western, habría resultado extraordinario y actualmente material de colección. Sólo llegaron a compartir elenco en la miniserie televisiva El desierto de fuego (Deserto di fuoco) de 1997, en la que no comparten ni una sola escena ya que en los primeros minutos muere el personaje de Franco Nero  y luego aparece el personaje más protagónico de Giuliano Gemma. 
Se han publicado a lo menos dos libros dedicados a su figura, El Factor Romano del año 2003 escrito por el español Carlos Aguilar con prólogo del director Tonino Valerii; y Giuliano Gemma: una tierra, una espada, una pistola del año 2019 escrito por la española Belén Mateos Járrega con presentación del mismo Carlos Aguilar, prólogo de la actriz Assumpta Serna y epílogo de la hija de Gemma, Vera Gemma. 
Existe además un documental sobre su vida y carrera Giuliano Gemma: Un Italiano nel Mondo del año 2013 producido por sus hijas Vera y Giuliana y dirigido por la misma Vera Gemma.
Desde el año 2016 existe un premio con su nombre, Giuliano Gemma Campione di vita (Campeón de vida), creado por la federación de boxeo para el centenario de la institución, el premio consiste en un galardón que es una reproducción de la escultura "Pugile" del propio Giuliano Gemma y que premia a figuras italianas del deporte y el espectáculo. Franco Nero participó activamente en su primera edición y figuras de la talla internacional de Gina Lollobrigida han recibido el galardón.
Giuliano Gemma, quien aparte de su lengua natal hablaba español e inglés, falleció el 1 de octubre de 2013 a los 75 años en un accidente de tránsito.
El artista italiano conducía su coche cuando se estrelló frontalmente contra otro vehículo en una carretera de Cerveteri, ciudad cercana a Roma, donde vivía. Fue trasladado en situación crítica al hospital, donde falleció debido al traumatismo poco después de su llegada.  Iba acompañado de otro hombre y de su hijo que resultaron heridos, los pasajeros que viajaban en el otro vehículo implicado en el accidente solo sufrieron heridas leves.

## Filmografía
- 2012 - A Roma con amor (To Rome with Love) (de Woody Allen)
- 2006 - En busca de la tumba de Cristo (L'Inchiesta) (de Giulio Basse)
- 2005 - The Pope John Paul II (de John Kent Harrison)
- 2001 - Juana la Loca (de Vicente Aranda)
- 1997 - El desierto de fuego (Deserto di fuoco) (de Enzo G. Castellari)
- 1991 - Ya no hay hombres (de Alberto Fischerman) (Argentina)
- 1988 - Qualcuno Pagherà (Uppercut Man) (de Sergio Martino)
- 1985 - Tex y el señor de los abismos (Tex e il signore degli abissi) (de Duccio Tessari)
- 1983 - Círculo de pasiones (Le cercle des passions) (de Claude D'Anna) con Max von Sydow
- 1982 - Tenebrae (de Dario Argento)
- 1980 - L'avvertimento (de Damiano Damiani)
- 1979 - Un uomo in ginocchio (de Damiano Damiani)
- 1978 - Corleone (de Pasquale Squitieri)
- 1978 - Montura de plata (Sella d'argento) (de Lucio Fulci)
- 1978 - Los Jóvenes leones (Il grande attacco) (de Umberto Lenzi) con John Huston y Henry Fonda
- 1977 - La fuerza del silencio (Il prefetto di ferro) (de Pasquale Squitieri)
- 1977 - California (California addio) (de Michele Lupo)
- 1976 - El desierto de los tártaros (Il deserto dei tartari, de Valerio Zurlini) con Max von Sydow
- 1976 - Safari Express (de Duccio Tessari), con Ursula Andress y Jack Palance
- 1975 - África Express (de Michele Lupo), con Ursula Andress y Jack Palance
- 1974 - El blanco, el amarillo y el negro (Il bianco, il giallo, il nero) (de Sergio Corbucci) con Eli Wallach y Tomas Milian
- 1974 - Delito de Amor (Delitto d'amore) (de Sergio Corbucci) con Stefania Sandrelli
- 1973 - También los ángeles comen judías (Anche gli angeli mangiano fagioli) (de Enzo Barboni) con Bud Spencer
- 1972 - Ben y Charlie (Amico, stammi lontano almeno un palmo) (de Michele Lupo) con George Eastman
- 1972 - Un hombre para respetar (Un uomo da rispettare) (de Michele Lupo) con Kirk Douglas
- 1970 - La muerte de un presidente (Il Prezzo del Potere) (de Tonino Valerii)
- 1970 - El arquero de Sherwood (L'arciere di fuoco) (de Giorgio Ferroni)
- 1970 - Corbari (de Valentino Orsini)
- 1969 - Vivos o preferiblemente muertos (Vivi o, preferibilmente morti) (de Duccio Tessari)
- 1968 - Y por techo un cielo de estrellas (...E per tetto un cielo di stelle) (de Giulio Petroni)
- 1968 - El Bastardo (I Bastardi) (de Duccio Tessari) con Rita Hayworth y Klaus Kinski
- 1967 - El hombre del sur (Per pochi dollari ancora) (de Giorgio Ferroni)
- 1967 - Wanted... no soy un asesino (Wanted) (de Giorgio Ferroni)
- 1967 - Los largos días de la venganza (I lunghi giorni della vendetta) (de Florestano Vancini)
- 1967 - Los días de la ira (I giorni dell'ira) (de Tonino Valerii) con Lee Van Cleef
- 1966 - Kiss Kiss Bang Bang (Kiss kiss... bang bang) (de Duccio Tessari)
- 1966 - Arizona Colt (Arizona Colt) (de Michele Lupo)
- 1966 - Adiós Gringo (Adiós Gringo) (de Giorgio Stegani)
- 1966 - El retorno de Ringo (Il Ritorno di Ringo) (de Duccio Tessari)
- 1965 - Un dólar agujereado (Un dollaro bucato) (de Giorgio Ferroni)
- 1965 - Una pistola para Ringo (Una pistola per Ringo (de Duccio Tessari)
- 1965 - Erik el Vikingo  (Erik il vichingo) (de Mario Caiano) con Gordon Mitchell
- 1964 - Angélica, marquesa de los ángeles (Angélique, marquise des anges, de Bernard Borderie) con Michèle Mercier
- 1963 - Los tres invencibles (Maciste, l'eroe piu grande del mondo, de Michele Lupo)
- 1963 - El gatopardo (Il Gattopardo, de Luchino Visconti) con Burt Lancaster
- 1962 - Los Titanes (Arrivano i titani) (de Duccio Tessari)